# Trichocatantops digitatus
Trichocatantops digitatus är en insektsart som först beskrevs av Bolívar, I. 1889.  Trichocatantops digitatus ingår i släktet Trichocatantops och familjen gräshoppor. Inga underarter finns listade i Catalogue of Life.